# Cantamayec
Cantamayec é um município do estado do Iucatã, no México. Conta com uma extensão territorial de 502,02 km². A população do município calculada no censo 2005 era de 2.283 habitantes.